# 1999 SK
1999 SK är en asteroid i huvudbältet som upptäcktes den 17 september 1999 av Višnjan-observatoriet i Kroatien.
Asteroiden har en diameter på ungefär 3 kilometer.